# Концерт в яйце
Концерт в яйце (нидерл. Zangers en musici in een ei) — картина, ранее считавшаяся копией с утраченного оригинала Иеронима Босха; ныне признана работой последователя, основанной на одном из рисунков Босха. С 1890 г. находится в коллекции Дворца изящных искусств в городе Лилле. Нидерландское название дано в ходе подготовки к выставке 2008 г. в Музее Северного Брабанта (Хертогенбос).

## История создания
Как заметил немецкий историк искусств Макс Фридлендер, одна деталь говорит о том, что это работа последователя Босха. Если обратить внимание на развёрнутую книгу, то можно увидеть, что это ноты и текст песни композитора Томаса Крекийона (ум. 1557) под названием «Toutes les nuits que sans vous je me couche pensant à vous», написанной в 1549 году, а изданной только в 1561 г. — спустя 45 лет после смерти Босха.

## Сюжет картины
Из нереально большого яйца прорастают два дерева. На дереве слева корзина с фруктами и птицы, а на безжизненном дереве справа висит змея — все это отсылка к садам Эдема. Из расколотого яйца пред взором зрителей предстают разного рода персонажи: кардинал, монахини, аристократы, простаки, нищие и даже обезьяна, играющая на лютне.